# Chaetodontoplus meredithi
Chaetodontoplus meredithi är en fiskart som beskrevs av Kuiter, 1990. Chaetodontoplus meredithi ingår i släktet Chaetodontoplus och familjen Pomacanthidae. IUCN kategoriserar arten globalt som livskraftig. Inga underarter finns listade i Catalogue of Life.